# فینال لیگ قهرمانان آسیا ۲۰۰۳
فینال لیگ قهرمانان آسیا ۲۰۰۳ مسابقه فینال بیست و دومین دوره جام باشگاه های آسیا از ۱۹۶۷ و نخستین دوره با نام تجاری جدید لیگ قهرمانان آسیا بود در سال ۲۰۰۳ بود و العین با گل های فرهاد مجیدی و محمد عمر با برتری برابر بی‌ای‌سی ترو به مقام قهرمانی دست یافت.

## مسابقه
| العین                          | ۲–۰ | بی‌ای‌سی ترو |
| ------------------------------ | --- | ---------- |
| فرهاد مجیدی ۳۸' · محمد عمر ۷۴' |     |            |

| بی‌ای‌سی ترو                  | ۱–۰ | العین |
| --------------------------- | --- | ----- |
| ثردساك تشايمان ۶۰' (پنالتی) |     |       |